# Conistra impunctata
Conistra impunctata là một loài bướm đêm trong họ Noctuidae.